# Château de Farnier
Le château de Farnier est un château situé à Brives-Charensac dans la Haute-Loire.

## Histoire
Construit au XVIe siècle par Pierre Farnier, seigneur de Saint-Martin-de-Fugères et marchand drapier.
Les décors (lambris, ferrures, stucs) sont marqués par le XVIIIe siècle. Au XXe siècle, le bâtiment perd une tour circulaire.
Les façades et les toitures, le portail d'entrée, la porte du XVIe siècle incluse dans le bâtiment des communs sont inscrits au titre des monuments historiques par arrêté du 27 octobre 1986.